# Tijeras (Novo México)
Tijeras é uma vila localizada no estado americano de Novo México, no Condado de Bernalillo.

## Demografia
Segundo o censo americano de 2000, a sua população era de 474 habitantes.
Em 2006, foi estimada uma população de 501, um aumento de 27 (5.7%).

## Geografia
De acordo com o United States Census Bureau tem uma área de
2,2 km², dos quais 2,2 km² cobertos por terra e 0,0 km² cobertos por água. Tijeras localiza-se a aproximadamente 1831 m acima do nível do mar.

## Localidades na vizinhança
O diagrama seguinte representa as localidades num raio de 24 km ao redor de Tijeras.